# Kambaxoi (häradshuvudort i Kina, Tibet Autonomous Region, lat 28,30, long 88,53)
Kambaxoi (kinesiska: Gangbaxue, 岗巴学, Gangba Xian, 岗巴县) är en häradshuvudort i Kina. Den ligger i den autonoma regionen Tibet, i den sydvästra delen av landet, omkring 290 kilometer sydväst om regionhuvudstaden Lhasa. Antalet invånare är 10 464. Befolkningen består av 5 085 kvinnor och 5 379 män. Barn under 15 år utgör 24,0 %, vuxna 15-64 år 72 %, och äldre över 65 år 2,0 %.
Runt Kambaxoi är det mycket glesbefolkat, med 2 invånare per kvadratkilometer. Kambaxoi är det största samhället i trakten. Trakten runt Kambaxoi är ofruktbar med lite eller ingen växtlighet.
Genomsnittlig årsnederbörd är 773 millimeter. Den regnigaste månaden är juli, med i genomsnitt 188 mm nederbörd, och den torraste är december, med 3 mm nederbörd.